# Thomas Major

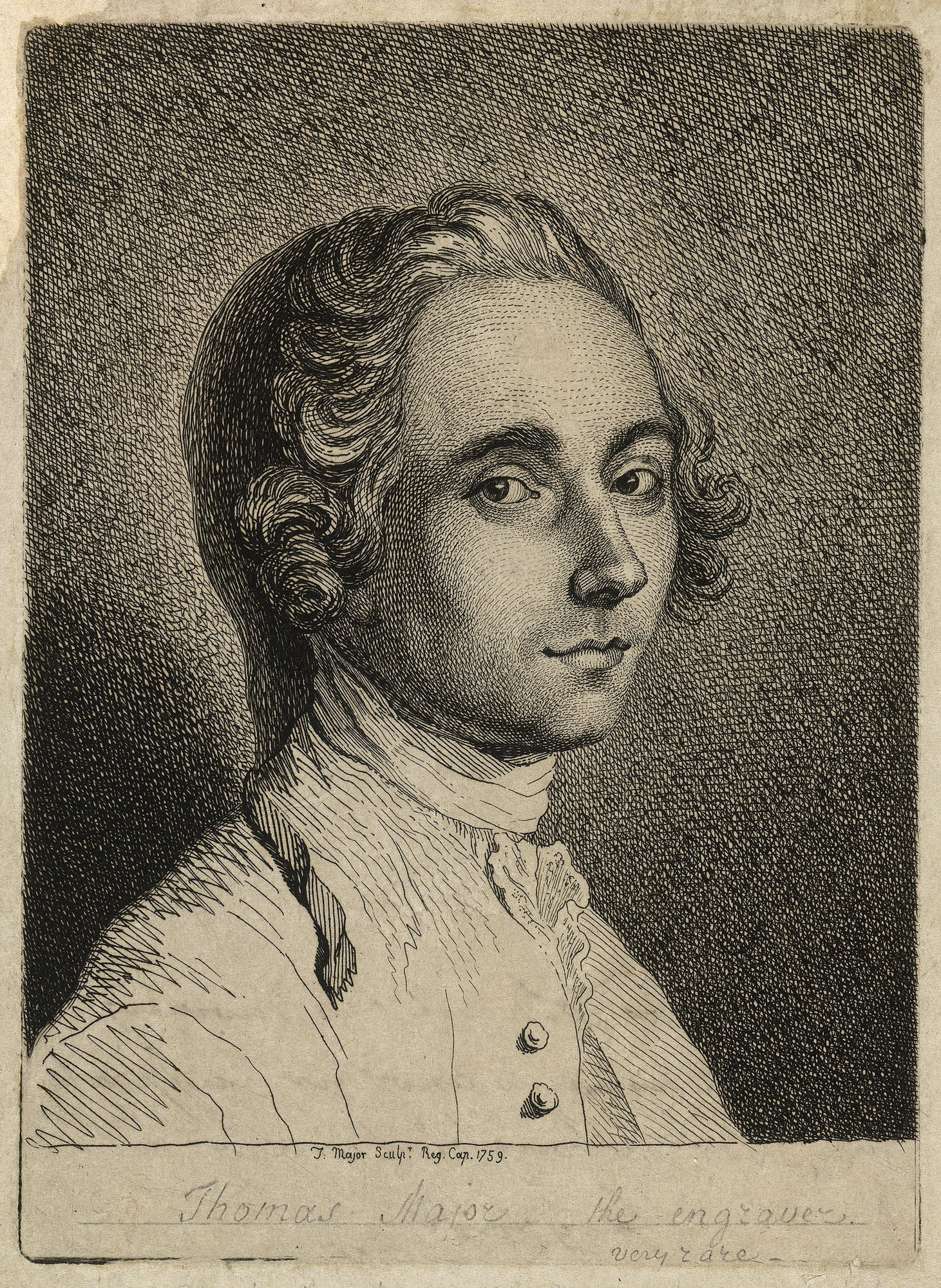

Thomas Major (Buckinghamshire, 1714 of 1720 – Londen, 30 december 1799) was een bekende graveur in de 18e eeuw in Engeland. Hij was de eerste graveur die benoemd werd tot "Associate Engraver" of the Royal Academy of Arts in Londen.

## Levensloop
Major werd opgeleid in London door Hubert-François Bourguignon (een beroemde Franse graveur). Met hem reisde hij in 1745 naar Nederland naar aanleiding van de gespannen relatie tussen Frankrijk en Engeland in deze periode. Later dat jaar ging hij werken als graveerder in Parijs. In oktober 1746 werd hij echter gevangengezet in de Bastille omdat de Fransen zo wraak wilde nemen omdat Franse soldaten door de Engelsen gevangen waren gezet na de slag bij Culloden (in Schotland). Door toedoen van de Franse Minister van Buitenlandse Zaken werd hij echter weer vrijgelaten. In 1747 verhuisde hij weer terug naar Engeland. Volgens de Hunterian Art Gallery in Glasgow stond hij bekend als “one of the best engravers of his day”. Hij werd vervolgens graveur voor Frederick, de Prins van Wales. Later kwam hij onder de bescherming van de Hertog van Cumberland.
In deze tijd reisde hij naar Palmyra (Syrië) en Baalbek (Libanon) waar hij gravures maakte van de archeologische vindplaatsen daar. Deze publiceerde hij in een catalogus in 1754.
In 1758 werd hij de hoofd zegelgraveur van koning George II (1683-1760), koning van Engeland en Ierland. In 1760 werd hij ontslagen uit deze post maar in 1768 werd hij weer terug aangesteld als hoofd zegelgraveur. Deze post zou hij behouden tot zijn dood. In datzelfde jaar publiceerde hij een catalogus van gravures van de ruïnes van Paestum (een oude Griekse stad in Italië). Hij was zelf nooit in deze stad geweest hij schijnt deze beelden gemaakt te hebben op basis van een aantal tekeningen.
In 1770 werd Thomas Major benoemd tot Associate Engraver of the Royal Academy of Arts in Londen. Hij was de eerste graveur die deze titel mocht dragen. Graveurs mochten niet de titel van Acedemic dragen. Daarom werd in 1770 de titel Associate Engraver of the Royal Academy of Arts ingericht om graveurs toch een titel te kunnen geven.
Na een goede carrière stierf Thomas Major in 1799 als een rijk man.

## Musea
Hieronder is een lijst met musea die werken van Thomas Major in hun collectie hebben.
- Het Rijksmuseum in Amsterdam heeft 37 werken in de collectie.
- Het Teylers Museum in Haarlem heeft 24 werken.
- Het Science Museum in Londen (UK) heeft twee werken.
- De Hunterian Art Gallery in Glasgow (UK) heeft twee werken.